# Bắc Lương (xã)
Bắc Lương là một xã thuộc huyện Thọ Xuân, tỉnh Thanh Hóa, Việt Nam.
Xã Bắc Lương giáp ranh với xã Nam Giang, xã Tây Hồ, xã Thọ Nguyên, xã Hạnh Phúc và xã Xuân Thành. Trong xã có 13 thôn (gọi từ thôn 1 đến thôn 13) và chia ra làm 4 làng (làng Mỹ Thượng, làng Mỹ Hạ, làng Trung Thôn và làng Nhuế Thôn). Xã là một vùng đồng bằng, yên bình. Có đất canh tác nông nghiệp (làm 1 năm 2 vụ lúa và một vụ đông có thế là trồng ngô, khoai, đậu hay các loại rau màu mùa đông). Trên đầu xã tại làng Mỹ Thượng có một cái chợ gọi là chợ Neo, họp quanh năm buôn bán tấp tập, chợ chỉ nghỉ 2 ngày trong năm là vào ngày mùng 1 và mùng 2 tết Nguyên đán. Chợ chỉ họp vào buổi sáng, là nơi buôn bán cho cả những xã lân cận nơi đây. Trước năm 1975 trong xã còn có một ngôi chùa lớn (chùa Cổ Nhuế) được xây dựng tại làng Nhuế Thôn, nhưng sau chiến tranh đã bị phá chùa để lấy gạch xây trạm xá và trường học cho xã. Năm 2011, xã cùng những người con xa quê đang tổ chức quyên góp và sưu tầm những hiện vật còn sót lại của chùa ngày xưa để xây lại chùa.